# Titularbistum Bolina
Bolina ist ein Titularbistum der römisch-katholischen Kirche. 
Es geht zurück auf ein untergegangenes Bistum in Achaea. 
| Titularbischöfe von Bolina |                                                       | |                    |                   |
| Nr.                        | Name                                                  | Amt | von                | bis               |
| 1                          | Matthieu Delinich OFM                                 | | 12. Dezember 1735  | 14. November 1740 |
| 2                          | Józef Tadeusz Kierski                                 | Weihbischof in Poznań (Königreich Polen) | 19. November 1736  | 16. Mai 1768      |
| 3                          | Antonin Kornel Przedwojewski OFMCap                   | Weihbischof in Poznań (Polen) | 19. September 1768 | 3. August 1793    |
| 4                          | Thomas Smith                                          | Apostolischer Koadjutorvikar von Northern District, Apostolischer Vikar von Northern District (Vereinigtes Königreich Großbritannien und Irland) | 15. Mai 1807       | 30. Juli 1831     |
| 5                          | Guy Ignatius Chabrat PSS                              | Koadjutorbischof von Bardstown (USA) | 21. März 1834      | 12. Februar 1850  |
| 6                          | Salva Magnasco                                        | Weihbischof in Genua (Königreich Italien) | 22. Mai 1868       | 27. Oktober 1871  |
| 7                          | Ignazio Camillo Guglielmo Maria Pietro Persico OFMCap | Altbischof von Savannah (USA) | 23. Juni 1874      | 15. Juli 1874     |
| 8                          | Constant Dubail MEP                                   | Apostolischer Vikar der Mandschurei (Kaiserreich China)                                                                                          | 23. Mai 1879       | 7. Dezember 1887  |